# Nathalie Cantet
Pour les articles homonymes, voir Cantet.
Nathalie Cantet née le 9 janvier 1970 à Margon, est une coureuse cycliste française.

## Palmarès sur route
- 1987
  -  Championne de France juniors
- 1989
  - 3e du championnat du monde par équipes
- 1991
  - 2e du championnat de France sur route
- 1994
  - Circuit Region Champagne-Ardenne
  - Puiseaux - Châteauneuf-sur-Loire
  - 1re étape d'Anneville-sur-Scie
- 1995
  - 2e du Prix UVC Aube-Le Donjon